# Liste der Monuments historiques in Janville-sur-Juine
Die Liste der Monuments historiques in Janville-sur-Juine führt die Monuments historiques in der französischen Gemeinde Janville-sur-Juine auf.

## Liste der Bauwerke
| Bezeichnung               | Beschreibung | Standort | Kennzeichnung | Schutzstatus | Datum | Bild |
| ------------------------- | ------------ | -------- | ------------- | ------------ | ----- | ---- |
| Schloss Gillevoisin       |              | (Lage)   | PA00087924    | Classé       | 1980  |      |
| Schloss Mesnil-Voisin     |              | (Lage)   | PA00133021    | Inscrit      | 1969  |      |
| Dolmen de la Pierre-Levée |              | (Lage)   | PA00087925    | Classé       | 1949  |      |
| Tour de Pocancy (Turm)    |              | (Lage)   | PA00087926    | Inscrit      | 1947  |      |